# Copa de Santa Agnès
La Copa reial d'or o Copa de Santa Agnès és una copa sòlida recoberta d'or, magníficament decorada amb esmalt i perles. Es va fer per als membres de la família reial francesa a finals del segle xiv, i més tard va pertànyer a uns quants monarques anglesos abans de passar gairebé 300 anys a Espanya. Des del 1892 es troba al Museu Britànic, i està generalment acceptat que és l'exemple supervivent més destacat de la il·lustració medieval tardana de França. Se l'ha descrit com "la supervivent reial més magnífica de l'edat gòtica internacional"; i segons Thomas Hoving, anterior director del Museu Metropolità D'art a Nova York, "de totes les joies principesques i d'or que ens han arribat, aquesta és la més espectacular, i això inclou els grans tresors reials."
La copa està feta d'or sòlid, de 23,6 cm d'alçada, amb un diàmetre de 17,8 cm. en el seu punt més ampli, i un pes d'1,935 kg. Té una tapa que es pot retirar, però la base triangular en la qual se sostenia actualment s'ha perdut. El peu de la copa s'ha estès dues vegades, afegint-li unes bandes cilíndriques; per tant, la peça originalment era una mica més baixa, donant-li una forma general amb "una robustesa típica i una elegància rabassuda."
S'ha perdut el floró ornat original de la tapa i es va retirar una motllura decorada amb 36 perles de la vora exterior de la tapa; una tira d'or amb rebaves dentades es pot veure on estava adjuntada. Presumiblement lligava amb la que encara trobem al voltant del peu de la copa.
Les superfícies d'or estan decorades amb escenes amb esmalt basse-taille amb colors translúcids que reflecteixen llum de l'or de sota; moltes àrees d'or tant sota l'esmalt com en el fons tenen decoració gravada i pointillé treballada en l'or. En particular la decoració presenta grans àrees de vermell translúcid, que han sobreviscut en unes condicions excel·lents. Aquest color, conegut com a rouge clair (vermell clar), era el més difícil d'aconseguir tècnicament, i s'apreciava molt per aquest motiu i per la brillantor del color quan es feia de forma correcta. Escenes de la vida de Santa Agnès es troben al voltant de la part superior de la coberta i la part inferior del cos principal. Els símbols dels Quatre Evangelistes els podem trobar al voltant del peu de la copa, i hi ha medallons d'esmalt tant al centre de l'interior de la copa com al centre de la tapa. La més baixa de les dues bandes afegides conté la Rosa Tudor en esmalt sobre un fons llavorat amb pointillé; això, aparentment, es va afegir durant el regnat de Henry VIII. La banda alta té una inscripció gravada omplerta d'esmalt negre, amb una barrera de branques de llorer en verd per distingir l'extrem de la inscripció del seu començament.
La copa arribà al Museu Britànic en una caixa hexagonal de pell feta expressament, amb una estructura de fusta, i amb un pany, manecs i un suport de ferro. Va ser feta o bé al mateix temps o bé poc després que la copa, i té una decoració foliada incisa i estampada a més d'una inscripció en lletra gòtica: YHE.SUS.O.MARYA.O.MARYA YHE SUS.

## Origen

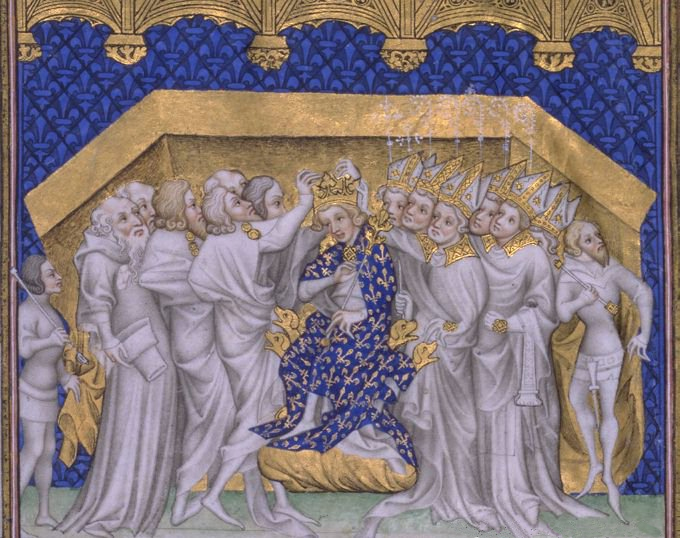
La coronació de Carles VI de França el 1380

No s'han trobat evidències fermes respecte a la data i les circumstàncies en les quals es va crear la copa. Apareix clarament documentada per primera vegada en un inventari de l'any 1391 de tots els articles de valor que pertanyien a Carles VI de França (qui regnà entre el 1380 i el 1422), del que en sobreviuen dues còpies a la Biblioteca Nacional de França. S'hi llista:
| « | Un hanap d'or, amb tot l'exterior de la seva coberta bella i ricament esmaltat amb la vida de Santa Agnès; la vora del peu es guarneix amb 26 perles, i la corona al voltant de la coberta amb 36 perles més; i l'ornamentació de la coberta es completa amb quatre safirs, tres espinel·les i quinze perles. I pesa 9 marc i 3 unces d'or. L'anomenat hanap descansa en un suport d'or en forma de trípode, i en el centre del trípode està representada la Verge Maria en un sol sobre fons de color vermell clar, i els tres peus del trípode estan formats per tres dracs alats. El hanap i la coberta van ser entregats al rei per monsenyor el Duc de Berry en el seu viatge a Touraine l'any 91. | » |

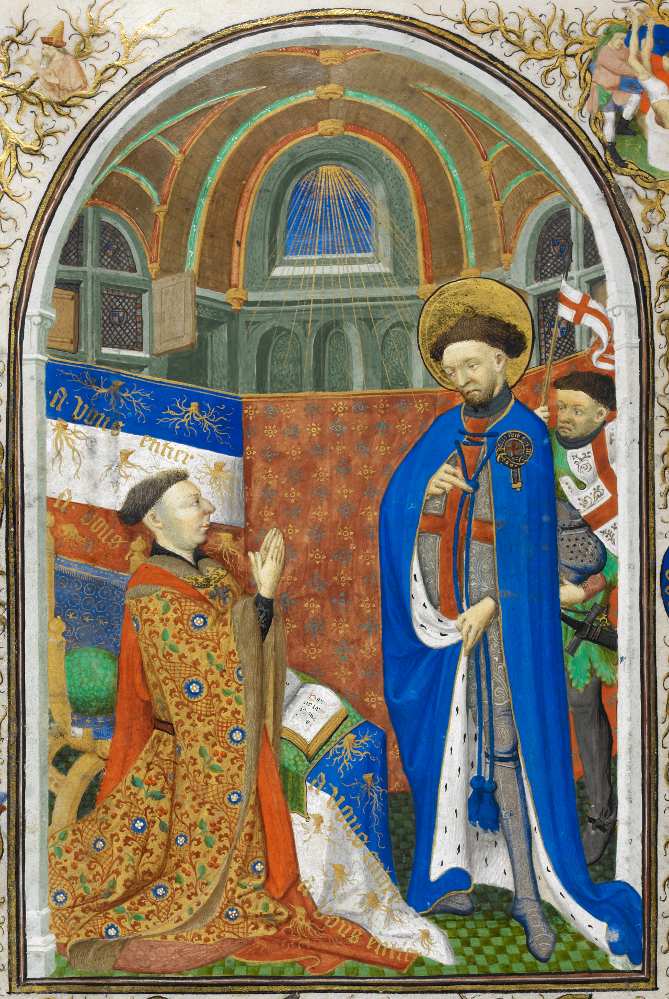
John of Lancaster, 1r Duc de Bedford, agenollat, va ser el primer propietari anglès de la copa. Detall de la miniatura del Bedford Master

Joan I de Berry (1340–1416) era l'oncle de Carles VI i una poderosa figura en el regne, així com el col·leccionista més famós i extravagant i comissari d'art de la seva època. És encara més conegut per encarregar el Très Riches Heures du Duc de Berry, el més famós manuscrit il·lustrat del gòtic internacional, i també va encarregar el Tron Relicari Sagrat, que actualment es troba al museu Britànic El jove rei Carles es va veure forçat a apartar el seu oncle del govern després de la conducta rapinyaire d'aquest últim, que havia donat lloc a disturbis; i la reunió de 1391 va marcar el punt de reconciliació després d'un període de males relacions. Esplèndids regals entre la cort Valois formaven part de la rutina i en aquesta ocasió Berry tenia raons especials per a ser generós.
La copa apareix en un altre inventari de Carles V el 1400, i llavors no és enregistrat de nou fins que apareix com a propietat d'un altre oncle reial, i col·leccionista, John of Lancaster, 1r Duc de Bedford (1389-1435), fill d'Enric IV, qui va ser de forma breu Regent tant de França com d'Anglaterra en nom del seu nebot infant Enric VI. No es coneix com va adquirir la copa, però hauria rebut molts regals de Carles VI, i els dos van tenir prestat diners al rei i van comprar-li coses com la biblioteca del Palau del Louvre, en el molest període quan Carles havia fet les paus amb l'anglès i havia nomenat Enric V el seu hereu.
Després de la mort del seu germà Henry V, Bedford va lluitar per contenir el ressorgiment de la resistència francesa, activada per Joana d'Arc. Moria a Normandia el 1435, deixant Enric VI com a hereu. La copa es descriu més breument com a primer element en una llista d'objectes de valor de la propietat de Bedford preparada pel ministre d'Enric VI, el cardenal Henry Beaufort, però el trípode no s'hi esmenta, algunes de les joies hi falten, i el tema s'identifica incorrectament com la vida de Santa Susanna i no Santa Agnès. Per alguna raó la copa no apareix en un inventari reial de 1441; Jenny Stratford suggereix que això és perquè, en aquest moment, Beaufort encara la tenia. Una altra possibilitat és perquè s'havia empenyorat, com es va fer el 1449 i una altra vegada el 1451, en les dues ocasions per tal de finançar els creixents i infructuosos esforços d'Anglaterra en la guerra Cent Anys d'aferrar-se al territori francès.
La copa apareix per primera vegada en els registres de la nova dinastia Tudor sota el regnat d'Enric VIII el 1521. En aquell moment la tapa havia perdut el floró "ornamentat amb quatre safirs, tres robins i quinze perles", descrit en l'inventari de Carles VI i en tenia un de nou d'or en forma de corona tancada o "imperial". Això lliga amb l'empenta propagandística d'Enric per reafirmar Anglaterra com a "imperi", en un sentit contemporani que significa un estat que no en reconeix cap de superior, encara que el Gran Segell del Regne ja havia utilitzat una corona tancada des de 1471. Probablement ja s'havien trobat altres usos a les joies del floró vell; s'assumeix que la banda baixa amb les roses Tudor va ser afegit durant el regnat d'Enric, com a part del programa d'afegir distintius Tudor a possessions heretades de dinasties anteriors, veient-se afectats tapissos, manuscrits il·lustrats i edificis com per exemple la King's College Chapel a Cambridge. La copa es descriu en inventaris de 1532 i després de la mort d'Enric el 1547, i llavors sota el regnat d'Elizabet I va ser inventariada el 1574 i el 1596.

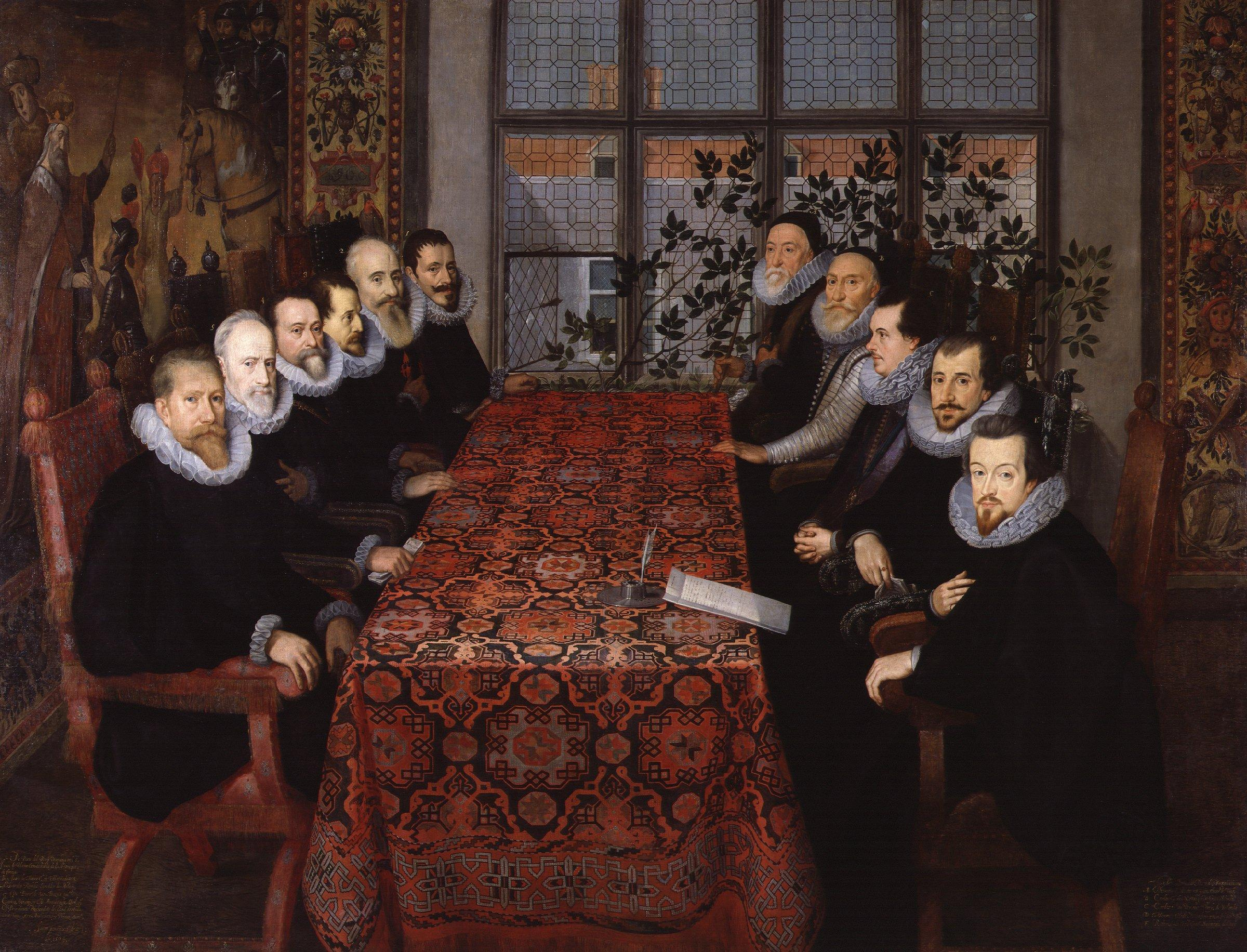
La Somerset House Conference de 1604

Quan Jaume I d'Anglaterra va accedir al tron anglès el 1603, una de les seves primeres prioritats va ser acabar amb la guerra Angloespanyola, que tenia lloc des del 1585. Una delegació espanyola va arribar per a la Conferència de la Casa Somerset, que acabaria amb un tractat, signat el 1604. El líder dels diplomàtics Habsburg era Juan Fernández de Velasco 5è Duc de Frías i Conestable de Castella. L'ampliació superior del peu de la copa té una inscripció llatina que es tradueix com:
| « | Aquesta copa d'or sòlid, una relíquia del tresor sagrat d'Anglaterra i una commemoració a la pau feta entre els reis, el Conestable Juan de Velasco, retorna després d'acomplir reeixidametn la seva missió, presentat com a oferiment a Crist el Pacificador. | » |

El regal "d'uns 70 objectes d'argent i làmines d'or" de Jaume I per al Conestable, del qual la copa era l'element més notable, va ser documentat tant pel costat anglès com pel costat espanyol; el Conestable va escriure un resum de la seva missió al seu retorn, on menciona el regal del rei Jaume. Juan de Velasco s'havia regalat prèviament tant a Jaume I com a la reina amb copes elaborades, entre altres valuosos regals. Segons Pauline Croft, "amb la seva generositat per sobre del que era habitual el rei va donar al seguici que marxava al voltant de la meitat dels vasos d'or de les possessions reials que havia heretat d'Elisabet. El Conestable va rebre una fantàstica plata com a regal, incloent-hi possiblement els elements més importants de la col·lecció, conegut com a "la Copa d'Or Reial dels Reis de França i Anglaterra". El 1610 el Conestable va donar la copa a un convent de Medina de Pomar, prop de Burgos, com la inscripció descriu.
La seva escriptura de garantia del regal sobreviu, i informa que la condició del regal era que no fos alienada del convent. Una nota en l'escriptura, escrita per la mateixa mà del Conestable, informa que havia obtingut el permís de l'Arquebisbe de Toledo, Bernardo de Sandoval y Rojas, per a utilitzar la copa com a cibori, o com a contenidor per a hòsties. Abans d'aquest període una regla de l'església normalment prohibia l'ús de copes amb la superfície interior decorada com a ciboris.

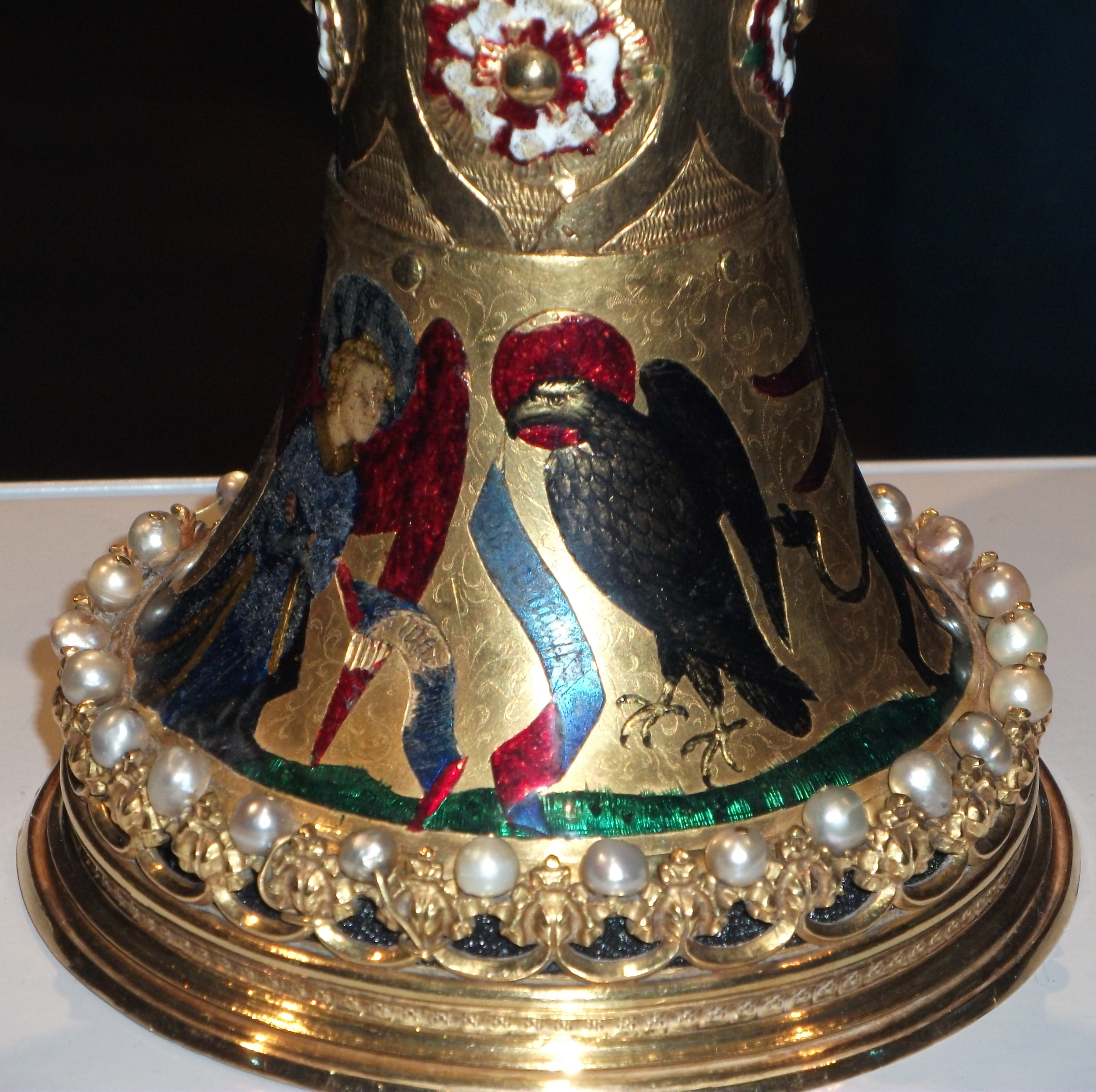
El peu de la copa

La copa va romandre al convent fins al 1882, quan les monges, per problemes econòmics volien vendre-la. En algun moment d'aquest període és quan la vora de perles de la coberta i el floró ornat van ser extrets. Les monges decidiren que n'obtindrien un millor preu a París en comptes de vendre-la a Espanya, i es va confiar la copa a Simon Campo, un sacerdot, qui va marxar amb ella cap a París on es va dirigir als principals comerciants i col·leccionistes. Hi havia hagut un devessal de falsificacions d'objectes medievals, i els parisencs sospitaven, fins que el Baró Jerome Pichon va investigar el segons cilindre que s'hi havia afegit i es va convèncer suficientment que la copa era la mateixa que estava documentada del 1604 per a fer una oferta bastant baixa, que va ser acceptada. Durant el període d'investigació el baró va contactar amb l'actual Duc de Frías, qui va aportar-li informació força útil, i qui va felicitar al comprador per la transacció realitzada. Tanmateix, en una investigació més en profunditat el Duc s'adonà que la venda era contrària a l'escriptura de garantia de 1610 que havia descobert en els arxius de la família, i va realitzar una demanda als jutjats francesos per a recobrar la copasemblant més llunyà a la matèria el duc s'adonava que la venda era al contrari de l'acció de 1610 de regal que havia descobert als arxius familiars, i demandava als jutjats francesos per recobrar la copa.
El duc finalment perd el seu cas el 1891, permeten una altra venda que havia establert el baró Pichon. Aquesta era la principal empresa de Messrs. Wertheimer de Bond Street a Londres, on la copa va ser vista per Augustus Wollaston Franks, havia estat Guardià d'Antiguitats Medievals i Britàniques i d'Etnografia del Museu Britàtic des de 1866, i era president de la Society of Antiquaries. Samson Wertheimer estava d'acord "amb molt d'esperit públic" de vendre la copa al Museu Britànic per les £8,000 que havia costat. Franks estava preocupat pels nous col·leccionistes americans com J. P. Morgan, i el 1891 va escriure a Sir Henry Tate, de la famosa Tate Gallery: "Una copa d'or molt meravellosa ha aparegut retornada a aquest país després d'una absència de 287 anys, i estic ansiós per veure-la exposada al Museu Nacional i no portada a Amèrica." Va provar d'aconseguir que diversos rics subscrivissin £500 cadascú, per ni tan sols amb una subvenció de £2.000 des del HM Treasury no podia assolir el preu. Se'l va forçar a aportar £5.000 dels seus propis diners de forma temporal mentre continuava intentant trobar petites quantitats d'altra gent, i va reeixir el 1892 quan el Tresor va acceptar col·laborar amb l'aportació final de £830; "per Franks això era la seva adquisició més gran, i de la que n'estava més orgullós." A part del Tresor, els contribuents amb £500 eren Franks i Wertheimer, la Worshipful Company of Goldsmiths, Charles Drury Edward Fortnum, el Duc de Northumberland, Lord Savile, Lord Iveagh i l'Earl de Crawford.